# 소닉 애틸릭스
《소닉 애틸릭스》는 세가의 도쿄 조이폴리스에 2013년 4월 25일 출시된 게임으로, 주 목적은 운동이다. 각 캐릭터는 러닝머신에 맞추어져 있는데, 플레이어는 하나의 러닝머신 위에 올라 100m, 110m 달리기와 멀리 뛰기가 나왔다.

## 캐릭터
레인 1에는 소닉 더 헤지호그, 2에는 마일즈 프라우어, 3에는 너클즈 디 에키드나, 4에는 에이미 로즈, 5에는 섀도 더 헤지호그, 6에는 메탈 소닉, 7에는 실버 더 헤지호그, 8에는 블레이즈 더 캣이 나온다.